# Gravefri have
Den gravefri have dyrkes på samme måde, som landbruget bruger reduceret jordbehandling, dvs. at man undlader at vende jorden og nøjes med at løsne den ud fra den opfattelse, at gravning og al anden vending af jorden skaber ugunstige betigelser for jordbundens organismer og sætter jordbundsøkologien tilbage til start, hvor succession, biodiversitet og symbioser skal genopbygges.
Teknikken bygger på, at man er bevidst om, at jordbundens organismer lever i et fødenet, et livsfællesskab i jorden, der er nødvendigt for et sundt næringskredsløb og til forebyggelse af problematiske organismer og sygdomme. Planterne overfører en del af den kulstofbundne energi, de skaber i fotosyntesen, til jordbunden, og organismerne dernede udnytter den energi ved omdannelse af det tilgængelige, organiske materiale til mineralske stoffer, som planterne har brug for.
Ved at fordele visne blade, kompost og andet organisk stof oven på jorden og ikke nedfælde det bliver resultatet at havejorden efterhånden får de samme træk som god skovjord: høj porøsitet, stabil krummestruktur, god luftkapacitet, rigt og varieret jordbundsliv og en rig flora af gavnlige organismer (knoldbakterier, mycorrhizasvampe, rovinsekter, rovnematoder osv.).